# 李艳华
李艳华（512年—541年11月5日），字艳华，陇西郡狄道县（今甘肃省定西市临洮县）人，出自陇西李氏姑臧房，凉武昭王李暠五世孙女，北魏司农、豫州刺史李蕤的孙女，散骑常侍、济广二州刺史李该的女儿。
528年，李艳华十七岁的时候嫁给了元子邃，元子邃是魏文成帝拓跋濬第六子安丰匡王拓跋猛的孙子，安丰文宣王元延明的儿子。东魏兴和三年十月二日庚子（541年11月5日），李艳华在家中去世，虚岁三十，当年十一月十七日乙酉（541年12月20日）葬于邺城西北十五里。北齐天保六年十一月七日（555年12月6日），与元子邃一起迁葬至邺城西南二十里处。李艳华的墓志全称为《魏博陵元公故李夫人墓志铭》，拓片藏于北京图书馆。